# Ceylonosticta bine
Ceylonosticta bine – gatunek ważki z rodziny Platystictidae. Endemit Sri Lanki.